# Cognento
Cognento è una frazione di Modena, città situata nella regione dell'Emilia-Romagna. È una delle frazioni maggiori del comune, attraversata da Autostrada del Sole e tangenziale di Modena.
La popolazione al 2019 era di 2.789 abitanti.

## Storia
Cognento fu fondato dai Galli Boi, come attestano i reperti archeologici. Subì un considerevole sviluppo poi dopo la conquista romana della Gallia Cisalpina, dovuto alla sua posizione vicino alla via Emilia. Il suo sviluppo completo risale invece agli inizi dell'VIII secolo, circa cinque secoli prima che gli Este prendessero il potere della città di Modena. Fu ampliata nei primi anni di questo secolo per un grave motivo che in quei tempi assillava Modena, ovvero il problema delle inondazioni e delle infezioni trasmesse dalle paludi circostanti la città. Il suo miglioramento servì dunque come trasferimento dei Modenesi dalla città pericolosa per le scarsissime condizioni igieniche e sanitarie ad una zona distante da questa, in cui si potesse condurre la vita in modo salutare. Pare infatti che l'etimologia del nome di questa frazione derivi dal participio latino cogens, -entis, ovvero "che raccoglie": il significato di Cognento sarebbe dunque, tradotto liberamente, il luogo che accoglie la gente.
Al giorno d'oggi molte zone di questo quartiere, si rivelano essere state abbattute da tempi anche recenti per fare spazio ad edifici e/o quartieri nuovi; se infatti è possibile notarlo, quasi tutti quelli che una volta erano ruderi e/o fattorie, ora o sono in fase di completa restaurazione o di essi sono rimasti solo gli ingressi a quelli che una volta erano viali, che adesso fronteggiano campi non coltivati. Non è tanto semplice, quindi, trovare ora fattorie e/o case antiche abitate, se non ai confini estremi della frazione, come ad esempio verso la fine di Via Jacopo da Porto Sud.

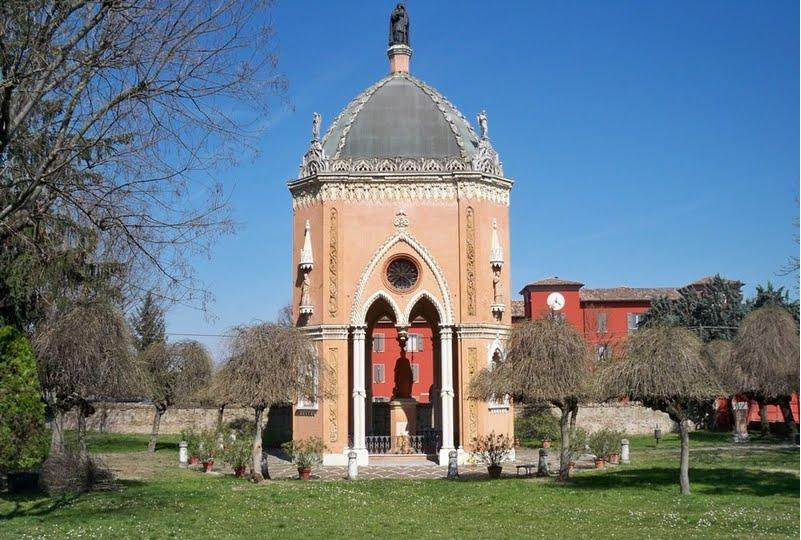
Il tempietto dedicato a San Geminiano

## Edifici religiosi
Cognento ospita al suo interno la chiesa in onore dei santi Nabore e Felice ed il santuario dedicato al patrono modenese San Geminiano, costruito nel punto in cui sgorga la fonte miracolosa. La chiesa e il santuario furono probabilmente costruiti nei primi decenni del 1000: infatti, nel 1039 Bonifacio di Canossa, padre di Matilde di Canossa, fece recapitare una lettera che attestava il possesso di Cognento di una cappella situata nell'attuale zona in cui risiede la località.

## Sport
La società sportiva di Cognento è la Polisportiva Cognentese fondata nel 1947 come Unione Sportiva Cognentese, la quale raccoglie all'interno delle proprie strutture, diverse discipline sportive come il calcio, il ciclismo, il tennis, bocce, boccette, podismo ed altri sport minori oltre a spazi culturali e ricreativi come corsi di ballo, corsi di pittura e diverso altro.

## Altro
La posizione, confinante a sud con la piena campagna, fa sì che nell'area sia presente una folta varietà di animali tipici della zona. Non è raro intravedere, in mezzo ai campi, fagiani, cerbiatti, lepri, ricci e altri animali selvatici, come i pipistrelli. Di particolare interesse, perché non tipico della zona, è la presenza, all'interno dell'area del parco "Fermo Melotti", dello scoiattolo: è infatti possibile intravederlo, di giorno o di notte, mentre si aggira furtivo tra prati e case in ricerca di cibo.